# برنارد كيلي (سياسي)
برنارد كيلي (بالإنجليزية: Bernard Kelly)‏ هو سياسي أمريكي، ولد في 1823 في نيويورك في الولايات المتحدة. حزبياً، نشط في الحزب الديمقراطي. وقد انتخب عضو مجلس ولاية نيويورك.